# Protestáns Diakóniai Szakkollégium
A Protestáns Diakóniai Szakkollégiumot (Egyetemi Lánykollégium) a Dunamelléki Református Egyházkerület alapította. 2002 óta működik Budapesten, a X. kerületben. Küldetése, hogy református szellemi műhely legyen.

## Története
A Kollégium előtörténete a két világháború közepéig nyúlik vissza. A területén egy szövőgyár működött. A gyár jól illeszkedett bele a X. kerületi Gyárdűlő iparterületébe. Az eredeti ipari létesítmény mintegy két emeletnyi egyterű épület volt. Benne helyezkedett el a hatalmas svájci gyártmányú szövőgép. A kis gyár számos embernek biztosított megélhetést. A gyár mellett egy melléképületben kapott helyet az adminisztráció, később munkásszálló. 1976-ban a Református Egyház vásárolta meg a területet az épületekkel együtt. Az egyterű épületet két emeletessé alakították át, hogy legyen helye a képzésnek és a diákoknak. Itt folyt a diakónusok képzése. A két régi épületben nehéz körülmények között folyt az oktatás. Az épület nem volt egészséges és kényelmes.  
1990-ben a képzés kibővült a határon túli református fiatalok képzésével is. Számos diák érkezett Erdélyből, a Partiumból és Kárpátaljáról. Vegyesen képezték a férfi- és női diakónusokat. Az itt végzett hallgatók nagy része az egyházi szociális (kórház, idősek otthona) intézetekben helyezkedett el. A ’90-es évek második felére az épület állapota annyira megromlott, hogy le kellett bontani. 
1997-ben egyházi és német segítséggel új alapokra egy két emeletes, tetőtér-beépítéses épületet emeltek. Ez az épület már megfelelt a kor követelményeinek és kényelmes helyet biztosított a képzésnek és a diákok lakhatásának. Az épület megfelel a mai kor követelményeinek. Az építkezést 2002-ben fejezték be. Megváltozott a státusza is. A diakónusképzés átkerült Nagykőrösre, a Károli Református Egyetem Tanítóképző Főiskolai Karára. Az intézményben megkezdte működését a leánykollégium.